# Mellansjön (Forsa socken, Hälsingland)
Mellansjön är en sjö i Hudiksvalls kommun i Hälsingland och ingår i Delångersåns huvudavrinningsområde. Sjön har en area på 0,0932 kvadratkilometer och ligger 118,9 meter över havet. Sjön avvattnas av vattendraget Trogstaån.

## Delavrinningsområde
Mellansjön ingår i det delavrinningsområde (684210-155503) som SMHI kallar för Utloppet av Mellansjön. Medelhöjden är 206 meter över havet och ytan är 3,98 kvadratkilometer. Räknas de 8 avrinningsområdena uppströms in blir den ackumulerade arean 22,34 kvadratkilometer. Trogstaån som avvattnar avrinningsområdet har biflödesordning 2, vilket innebär att vattnet flödar genom totalt 2 vattendrag innan det når havet efter 36 kilometer. Avrinningsområdet består mestadels av skog (90 procent). Avrinningsområdet har 0,09 kvadratkilometer vattenytor vilket ger det en sjöprocent på 2,3 procent.